# 程樂蓀
程樂蓀（英語：Ching Lok Suen, Carl，1953年8月16日—），綽號 「阿程」、「程仔」，人稱「蓀哥」，原籍及出生於廣東省中山市，持有港澳兩地永久居民身份，現為澳門社團：「澳門旅港居民僱員聯會」理事長、「澳門民主自由人權法治促進會（澳門夢）」提名委員會發起人、「新澳門人成夢協會」發起人暨理事長；香港：社會主義團體先驅社成員、基層民主社主席、麗瑤邨社區聯會主席等職務。他是至今唯一一名曾參與香港與澳門兩地選舉、支持“雙普選”（特首及立法會全體議員由一人一票選舉產生）的政治人物。

## 參與香港政治
程自1985年開始，便多次參與香港各級議會選舉，但從未勝出，主要參與的均是葵青區議會選舉，期間曾在1985年參選葵涌南選區選舉，1994年香港區議會選舉原欲參與葵青區議會麗華選區（選區範圍以麗瑤邨及華景山莊為主）競選，惟讓路予友好組織街坊工友服務處提名的民運領袖劉山青太太唐婉清（本來由劉山青參選，但因劉之前十年在中國坐政治牢，被指選舉前不符合連續居港年期，而被港英拒絕參選）。1995年，劉山青向法庭提交選舉質詢書，高等法院判其得直，選舉結果無效，故需進行補選，以填補空缺。是次補選在1995年4月2日舉行。期後的1999年香港區議會選舉及2007年香港區議會選舉都有參與角逐，俱不敵於廿年政壇宿敵黃耀聰落敗。而在2011年香港區議會選舉中，已報名參與南區區議會香港仔選區選舉，但因提名人數不足而被撤銷資格，令當屆另一候選人進智公交之少東黃靈新在無其他候選人之下自動當選。而他也曾擬參選2008年香港立法會選舉新界西選區議席，惟因提名不足而作罷。
他在香港積極參與民主政治活動，曾為基層左翼組織先驅社社員，也曾自行組織基層民主社出任社長，基層民主社曾派出社員徐正權參與2007年香港區議會選舉，出戰離島區議會逸東邨南選區落敗。他也曾是民主救港力量執委、社會民主連線黨員。

### 歷屆區議會選舉結果
| 政党   | 政党       | 候选人    | 票数  | %     | ±      |
| ------ | ---------- | --------- | ----- | ----- | ------ |
|        | 獨立民主派 | ①. 黃耀聰 | 1,776 | 75.35 | 不適用 |
|        | 無黨派     | ②. 阮國基 | 304   | 12.90 | 不適用 |
|        | 無黨派     | ③. 程樂蓀 | 277   | 11.75 | 不適用 |
| 多数票 | 多数票     | 多数票    | 1,472 | 62.46 | 不適用 |

| 政党   | 政党       | 候选人    | 票数  | %     | ±      |
| ------ | ---------- | --------- | ----- | ----- | ------ |
|        | 獨立民主派 | ①. 黃耀聰 | 1,433 | 72.74 | 不適用 |
|        | 獨立民主派 | ②. 程樂蓀 | 537   | 27.26 | 不適用 |
| 多数票 | 多数票     | 多数票    | 896   | 45.48 | 不適用 |

| 政党   | 政党       | 候选人 | 票数  | %     | ±      |
| ------ | ---------- | ------ | ----- | ----- | ------ |
|        | 革新會     | 周森   | 3,269 | 33.36 | 不適用 |
|        | 公屋評議會 | 黃耀聰 | 2,303 | 23.50 | 不適用 |
|        | 無黨派     | 譚星池 | 1,855 | 18.93 | 不適用 |
|        | 無黨派     | 梁永標 | 893   | 9.11  | 不適用 |
|        | 獨立民主派 | 程樂蓀 | 771   | 7.87  | 不適用 |
|        | 無黨派     | 李建生 | 709   | 7.23  | 不適用 |
| 多数票 | 多数票     | 多数票 | 448   | 4.57  | 不適用 |

## 參與澳門政治
在「香港仔事件」後，把重心轉到澳門，組織政團「澳門旅港居民僱員聯盟」自任理事長，並高調宣佈將參與2013年澳門立法會選舉，更要求澳府在港設投票站。期後他組織簡稱「澳門夢」的「澳門民主自由人權法治促進會聯合提名委員會」，原本對外宣稱為第一候選人，但到正式繳交政綱時，改由「工人自救會」理事長張榮發掛帥，而自己則任第二候選人，而他在2017年再接再厲，以「新澳門夢（爭雙普選反高官自肥大聯盟）聯合提合委員會」首候選人名義，參選2017年澳門立法會選舉。

## 逸事
- 程樂蓀常於澳門街頭向市民兜售康寶萊產品。
- 程樂蓀因為當時支持勞永樂而被時任社民連創黨主席黃毓民開除黨籍。
- 程樂蓀為5月前減15磅的男人
- 程樂蓀為一個早睡早起愛自己的男人
- 程樂蓀為未來總裁組成員